# Inopinaves
Inopinaves je klada neoavijanskih ptica formirana u kompresivnoj genomskoj sistematskoj studiji u kojoj je korišteno skoro 200 vrsta 2015. godine. Time su obuhvaćene klade Opisthocomiformes (hoacin) i Telluraves (glavnina kopnenih ptica); studija pokazuje da se hoacin odvojio od ostalih ptica pre 64 miliona godina. Prethodne studije su postavile hoatcn u različite delove porodičnog stabla ptica; međutim, uprkos neobičnoj morfologiji, genetske studije pokazale su da hoacin nije tako primitivan, niti tako drevan kako se nekada mislilo; to bi mogla biti izvedena ptica koja se vratila ili zadržala neke plesiomorfne osobine.